# 梁志榮
梁志榮（Leung Chi Wing，1978年4月29日—），生於香港，已退役香港足球運動員，司職左後衛，持有亞洲足協A級教練牌照。

## 球會生涯
梁志榮生於香港，自少熱愛足球，5歲已立志成為足球員，中學初期在體院接受訓練，在18歲時終於實現了夢想。
1996年，當梁志榮還在體育學院當學員時被愉園選中，使他踏出職業足球生涯的第一步，初出道的首半個球季已能在本地大球會中獲得5、6次上陣機會，潛質備受賞識。
1998年，出道僅兩年的梁志榮憑在流浪發揮穩定入選港隊，更當選為最佳青年球員，獲南華垂青轉戰豪門，但在南華的兩年間，他表現未如理想，卻因紀律問題遭會方雪藏，最後在2000年遭南華棄用。
2000年，梁志榮投身另一球會二合，可惜翌年二合突然宣告解散，令他暫別職業球員生涯。
2001年，梁志榮輾轉流落香港乙組足球聯賽球會淦源。直至2002年，梁志榮重遇澎馬流浪總監李輝立和流浪教練李炳雄，才獲邀重踏甲組足球的舞台，重投母會，但這次梁志榮由乙組重返甲組，卻只希望以兼職足球員身分作賽。
2006年，梁志榮獲得傑志賞識加盟香港甲組足球聯賽傑志, 再次當上職業足球之路。
2009年，梁志榮以傑志隊長身份帶領球隊以2–0輕勝9人應戰的沙田，順利以勝利完結球員生涯。2013年退役後，梁志榮毅然隨東方返回甲組，挑戰自己。 2014年5月19日，足總盃決賽，東方以1–0擊敗傑志，本季復出的東方球員梁志榮以36歲高齡一圓隊長捧杯夢，更以助攻者身份參與絕殺對手的入球。
2015年5月8日，港超聯煞科戰，東方以0–3不敵南華，東方於中場休息時間舉行告別儀式，告別老將梁志榮及姚學文，隊長梁志榮再度掛靴，賽後獲不少球迷索取合照及簽名。

## 教練生涯
2015－16年球季，球員兼教練的朱兆基與剛剛掛靴的梁志榮共同執教以「青春班」為主的香港超級聯賽球隊夢想駿其，表現大獲好評，擊敗班霸傑志一役更成為經典作。
2016－17年球季，新一季南下參戰港超聯的廣州富力聘請了梁志榮出任R&F富力球隊的領隊兼助教，並委予重任擔當球隊在港超聯的「盲公竹」同時從旁協助主帥李志海訓練球隊，期間梁志榮於2017年2月發現大腸嚴重發炎需要即時回港接受手術。
2017年7月 - 2019年，梁志榮擔任香港超級聯賽球隊夢想FC教練，表現仍然大獲好評, 同時兼任公民女子足球隊教練。
2019年球季開始，梁志榮獲朱志光邀請回歸傑志出任副足球總監, 並積極參與傑志足球學院的青訓工作, 現為傑志技術總監，及一隊助教 。。
2023－24年球季，梁志榮執教新升班的香港超級聯賽球隊「均業北區」。

## 案件
梁志榮於2006年2月在九龍灣一個油站表現鬼鬼祟祟後被警察截查搜身並在其身上搜出5支大麻手捲香煙，而其後梁志榮於觀塘裁判法院承認一項藏毒罪辯稱自己是首度服食大麻香煙承認只供自用，事後他已感到後悔最後被法院判罰款一千元。

## 外部連結
- 香港足球總會網站球員資料 （页面存档备份，存于）